# Міст Лупу
Міст Лупу (кит.: 卢浦大桥 Lúpǔ Dàqiáo) — найдовший арковий міст у світі, що розташований в Шанхаї, КНР. Його довжина становить 3,900 метрів і був відкритий 28 червня 2003 року. На будівництво було витрачено 2.5 мілліардів юаней (US$302 млн). Довжина арки через річку Хуанпу становить 550 метрів, це на 32 метри довше минулого рекордсмена New River Gorge Bridge що розташований у Фейтервіллі, Західна Вірджинія, США.

## Назва
Назва мосту Лупу походить від абревіатури назв двох районів Шанхаю — району Лувань, що знаходиться на північному березі, та Пудун, що розташований на південному березі річки Хуанпу.

## Цікаві факти
- Яо Мін, китайський баскетболіст, котрий грає за команду «Х'юстон Рокетс» (НБА) біг по мосту серед першої групи на церемонії відкриття
- Верхня частина західної арки відкрита для екскурсій, ліфт підіймає туристів на рівень проїжджої частини, з котрої люди пішки підіймаються на самий верх арки, висота котрої становить понад 90 метрів.